# McDonnell Douglas CF-18 Hornet
Le McDonnell Douglas CF-18 Hornet, officiellement appelé CF-188, est un avion de combat multirôle dérivé du McDonnell Douglas F/A-18 Hornet et utilisé par l'Aviation royale canadienne.
Il comporte deux variantes :
- Le CF-18A : monoplace, attaque air ou sol. Désignation canadienne : CF-188A.
- Le CF-18B : biplace d'entraînement. Désignation canadienne : CF-188B.

## Développement

### Le programmeNew Fighter Aircraft
En 1977, le gouvernement canadien décide de changer ses appareils CF-104 Starfighter, CF-101 Voodoo et CF-116. Il déclare son intention d'acheter 130 à 150 avions qui gagneront une compétition organisée par le programme New Fighter Aircraft (en) (NFA). Les coûts sont estimés à environ 2,4 milliards de dollars canadiens. Parmi les candidats se trouvent le Grumman F-14 Tomcat, le McDonnell Douglas F-15 Eagle, le Panavia Tornado, le Dassault Mirage F1 (remplacé par la suite par le Mirage 2000), le General Dynamics F-16 Falcon, et le Northrop YF-17 Cobra.
Les F-14, F-15, et le Tornado sont rejetés en raison de leur prix élevé et Dassault abandonne la compétition. En 1978, il ne reste que trois compétiteurs présélectionnés : le F-16 Falcon et deux versions du Cobra. Le F-18L combine la configuration biréacteur du F-18, que le Commandement aérien préfère, et une assistance au sol plus légère, ce qui améliore nettement son score. Toutefois, Northrop, principal fabricant de la version F-18L, n'a pas construit l'avion au moment du programme NFA, attendant une réponse positive pour le faire. De plus, Northrop offre le meilleur programme industriel, qui ne serait « payant » que si d'autres commandes de F-18L étaient à venir, ce sur quoi le ministère de la Défense (MDN) n'est pas prêt à s'engager. De plus, l'ex-compétiteur F-14 risquait entre-temps de s'introduire subrepticement dans l'armée canadienne par une conséquence de la Révolution iranienne. En effet au lendemain de la révolution, les États-Unis avaient cessé toute fourniture militaire à l'Iran, ce qui signifiait que la toute récente flotte de F-14 iraniens était potentiellement devenue inopérante en raison du manque prévisible de pièces de rechange. Les Canadiens leur ont alors offert un rachat à prix fortement réduit. Toutefois, les négociations étaient au point mort[style à revoir].

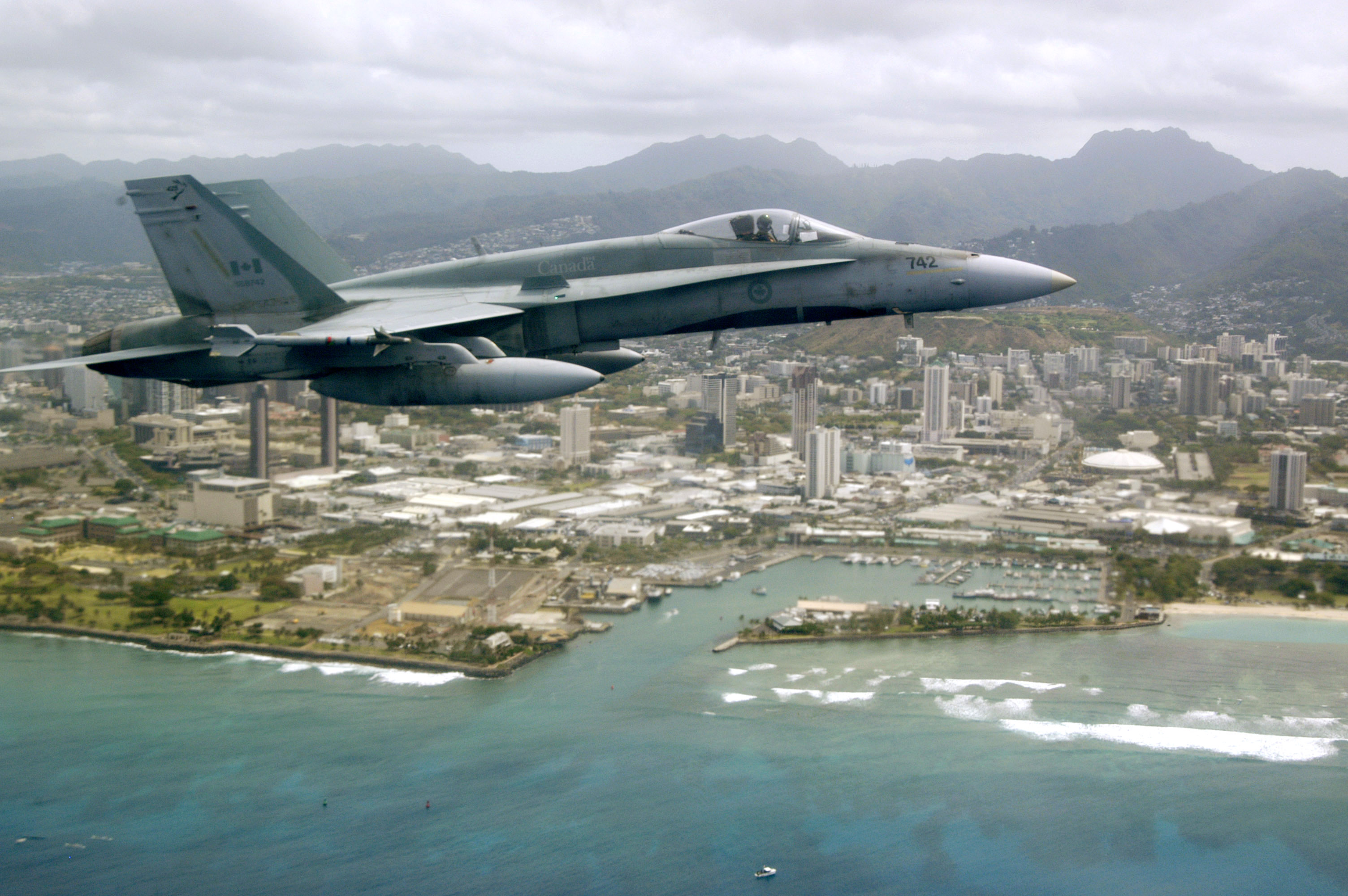
Un CF-18 volant au-dessus des îles Hawaii.

En 1980, le McDonnell Douglas F/A-18 Hornet est déclaré vainqueur de la compétition. Parmi les raisons du choix données par l'armée canadienne, on note les fonctionnalités demandées identiques à celles de l'US Navy : deux moteurs pour la fiabilité (considérée comme essentielle pour mener des patrouilles dans l'Arctique et sur l'eau), un excellent radar, et des coûts beaucoup plus faibles que pour le F-14 et le F-15.
Le CF-18 est fourni de 1982 à 1988. La commande canadienne comprend 98 versions monoplace et 40 versions biplace pour un total de 138 avions plus une option sur 20 appareils (qui n'a finalement pas été concrétisée). Le F/A-18 Hornet est alors renommé CF-188 (le nom de Hornet n'est pas utilisé parce que la traduction en français est « frelon », qui est déjà utilisé par un hélicoptère militaire français). Toutefois, à part dans les documents militaires les plus officiels, les avions sont appelés CF-18 Hornet.

### Évolutions

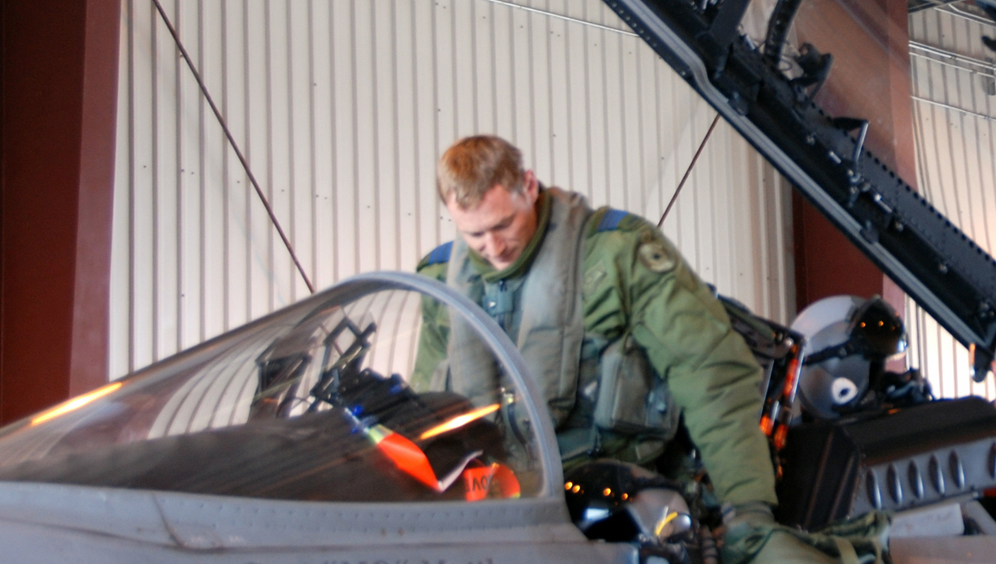
Le lieutenant-colonel Sean Penney sortant de son CF-18 en 2009

La nécessité de moderniser les CF-18 a été démontrée au cours de la première guerre du Golfe et pendant le conflit de 1998 au Kosovo, les progrès technologiques ayant rendu une partie de l'avionique de bord du CF-18 obsolètes et incompatibles avec les procédures appliquées par les alliés de l'OTAN. En 2000, la mise à niveau des CF-18 fut rendue lorsque le gouvernement a augmenté le budget de la défense,.
En 2001, le Incremental Modernization Project (IMP) est lancé. Le projet a été scindé en deux phases sur une période de huit ans et a été conçu pour améliorer les capacités de combat air-air et air-sol, mise à niveau des capteurs et la suite défensive, et remplacer les liaisons de données et les systèmes de communications à bord du CF-18 des anciens F/A-18A et F/A-18B pour atteindre le niveau du F/A-18C et D. Boeing (qui a fusionné avec McDonnell Douglas), entrepreneur principal ainsi que L-3 Communications, principal sous-traitant, ont bénéficié d'un contrat pour le projet de modernisation à partir de 2002. Un total de 80 CF-18, composé de 62 monoplaces et 18 modèles biplaces ont été sélectionnés parmi la flotte pour le programme de mise à niveau. Le projet est censé prolonger la durée de vie du CF-18 jusqu'en 2017 voire 2032.

#### Programme de Modernisation Progressive phase 1
Remplacement du radar AN/APG-65 avec le nouveau radar AN/APG-73, qui triple la vitesse de traitement et de capacité de mémoire, tout en intégrant les modes suivi sur terrain et évitement de terrains pour les missions d'attaque au sol à faible altitude. En outre, le nouveau radar AN/APG-73 est également capable de guider les missiles modernes AIM-120 AMRAAM, missiles à moyenne portée.
Ajout du AN/APX-111 interrogateur et transpondeur combinés, autrement connu comme l'IFF (Identification Friend or Foe). L'IFF met les nouveaux CF-18 aux normes de l'OTAN pour l'identification au combat.
Remplacement de la radio par la nouvelle VHF/UHF AN/ARC-210 RT-1556/ARC. Cette radio, capable de communications en ligne de mire sur les fréquences VHF/UHF ainsi que HAVE QUICK, HAVE QUICK II, et SINCGARS résout les problèmes de compatibilité avec les forces alliées, et est plus résistante aux brouillages.
Remplacement des calculateurs de mission par le General Dynamics Advanced Information Systems AN/AYK-14 XN-8 ordinateur de mission avec mémoire et capacités de traitement accrues.
Remplacement du système de gestion de magasins avec le Smiths Aerospace (en) AN/AYQ-9 Stores Management System. Cela rend le CF-18 plus compatible avec les dernières precision guided munitions (PGM) et ajoute en outre l'interface MIL-STD-1760 (en) pour l'utilisation du missile AIM-120 AMRAAM et de la famille des bombes JDAM à guidage GPS.
En outre, un système de positionnement global/Système de navigation à inertie (GPS/INS) a été installé sur le CF-18, qui renforce ses capacités de navigation.
Dans le même laps de temps, d'autres mises à jour non-IMP comprennent :
- Un nouveau capteur infrarouge a été installé sur l'avion.
- Les vieux tubes cathodiques du panneau d'instrument du cockpit ont été remplacés par de nouveaux écrans plats LCD couleur fabriqués par Litton Systems Canada (maintenant Northrop Grumman Canada).
- Un nouveau système d'imagerie de vision nocturne a été ajouté.
- Un programme get well pour le train d'atterrissage visant à réduire la corrosion et améliorer la fiabilité de la rentrée du train.
- Un Système avancé d'entraînement au combat.

Le premier CF-18 ayant achevé la « phase I » a été livré aux Forces canadiennes dans les temps en mai 2003.
La livraison finale de tous les CF-18 « phase I » a été faite lors d'une cérémonie le 31 août 2006 chez L-3 Communications à Mirabel, au Québec.

#### Programme de Modernisation Progressive Phase 2

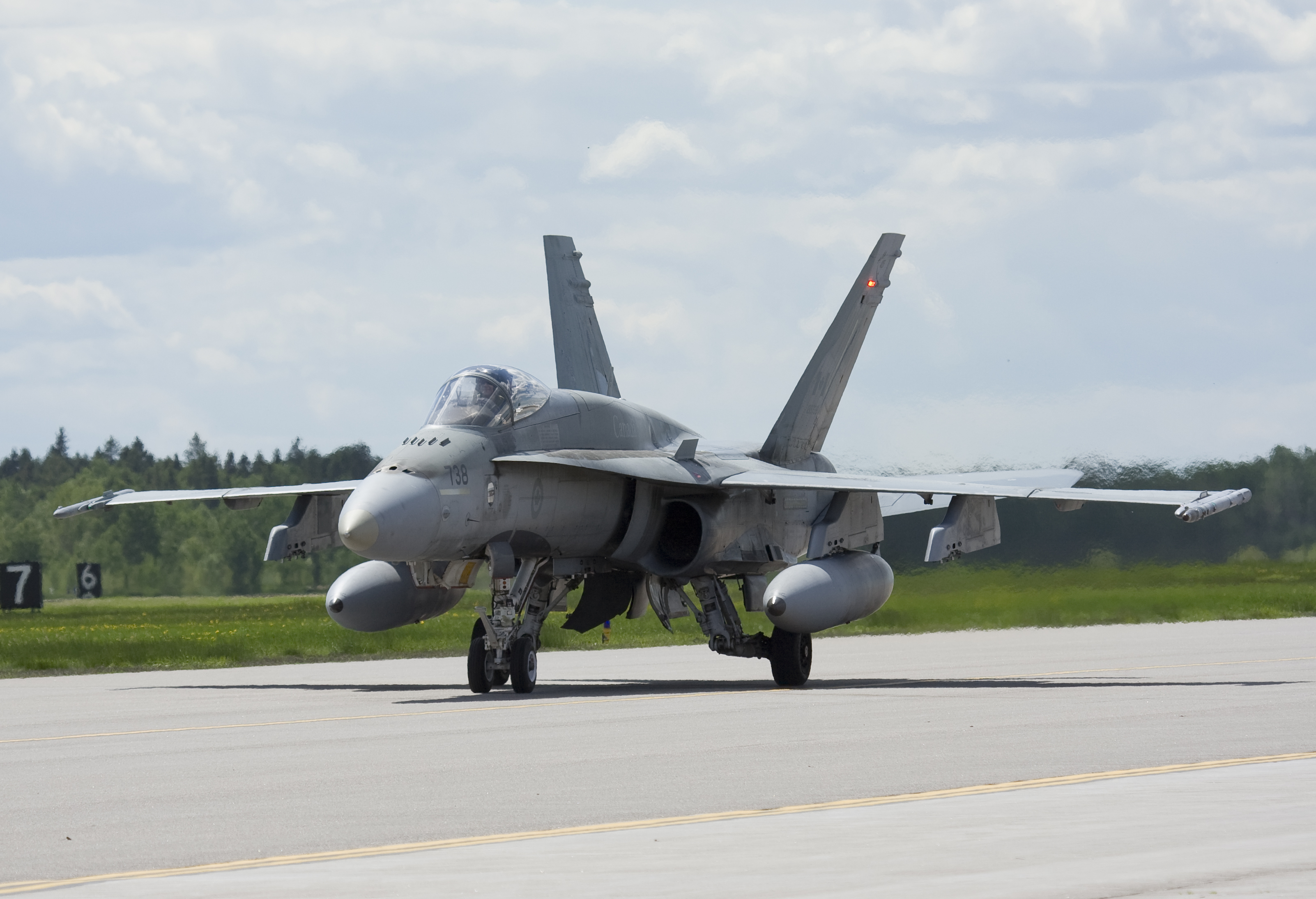
Un Hornet CF-188 du qui a subi la phase II du Projet de modernisation progressive, reconnaissable par l'antenne IFF sur le nez.

La phase II Projet de modernisation progressive du CF-18 a été attribuée à Boeing le 22 février 2005. Il consiste à apporter les améliorations suivantes :
- L'ajout d'une liaison de données Liaison 16 à l'avion, améliorant l'interopérabilité avec les principaux alliés de l'OTAN.
- L'intégration du Joint Helmet Mounted Cueing System de Boeing, BAE Systems, DRDC et L-3 Communications MAS[7],[8],[9].
- Un enregistreur de données de vol résistant au crash
- Mise à jour de l'électronique de guerre

Le premier CF-18 ayant achevé la phase II a été livré aux Forces canadiennes le 20 août 2007, lors d'une cérémonie à Montréal,.
Dans le même laps de temps, d'autres mises à jour non-IMP comprennent :
- Un fuselage Centre Barrel Projet de remplacement (pour 40 avions mis à jour).
- Un système d'instrumentation de combat aérien et manœuvre.
- Une station intégrée soutien de guerre électronique.
- Un projet de test des appareils de guerre électronique.

Le coût total de l'ensemble du Projet de modernisation progressive du Hornet CF-18 et mises à niveau concurrente devait être autour de 2,6 milliards de dollars canadiens
,.
Le dernier avion modernisé a été livré en mars 2010.

### Hornet Extension Program
En 2020, une modernisation nommé Hornet Extension Program est annoncé avec la demande d'achat de 38 radars AN/APG-79 permettant d'utiliser pleinement les capacités du missiles AIM-120D commandés en 2017, de missiles AIM-9X, du système automatisé d'évitement de collision au sol (Auto GCAS), 30 ADM-141C - leurres tactiques améliorés lancés par air - (ITALD), de dispositif de transfert de données/unités de transfert de données, de radios AN/ARC-210 (en) RT-2036 (Gen 6) et les mises à jour logicielles pour les simulateurs de vol, et d'autres munitions et systèmes.
Une partie des CF-18 Hornet sera donc équipé du radar à antenne active AN/APG-79(V)4 à la suite d'un contrat de 140,3 millions de dollars américains signé en octobre 2021 qui remplace les AN/APG-73 en service depuis les années 1990.

## Missions opérationnelles

### Entrée en service au Canada

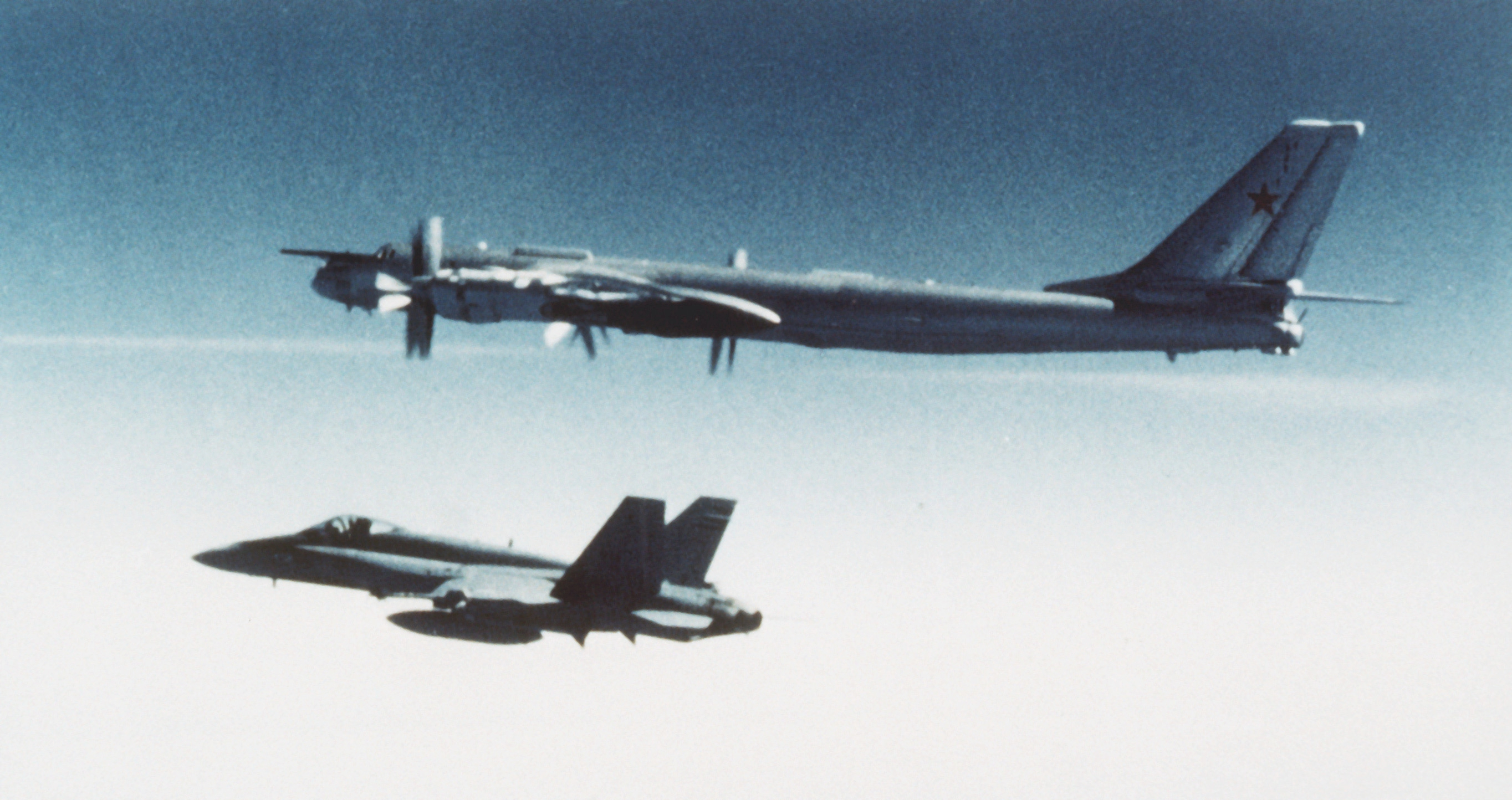
Un bombardier soviétique Tu-95 Bear-H escorté par un CF-188 Hornet des Forces canadiennes en 1987.

Les deux premiers CF-18 ont été officiellement remis au 410e (unité de formation opérationnelle) escadron à la base des Forces canadiennes Cold Lake (Alberta), le 25 octobre 1982.
Les autres livraisons ont équipé les escadrons 409, 439, et 421 à Baden-Soellingen en Allemagne de l'Ouest, la 410e unité de formation, les 416e et 441e escadrons de Cold Lake, et le 425e escadron de Bagotville, au Québec. Toutefois, la mise en service du Canada a d'abord rencontrés des contretemps dus à la fatigue structurelle, retardant le déploiement initial. Les problèmes initiaux une fois corrigés, le CF-18 a commencé à équiper le NORAD et remplir son rôle à l'OTAN comme prévu.

### Combats

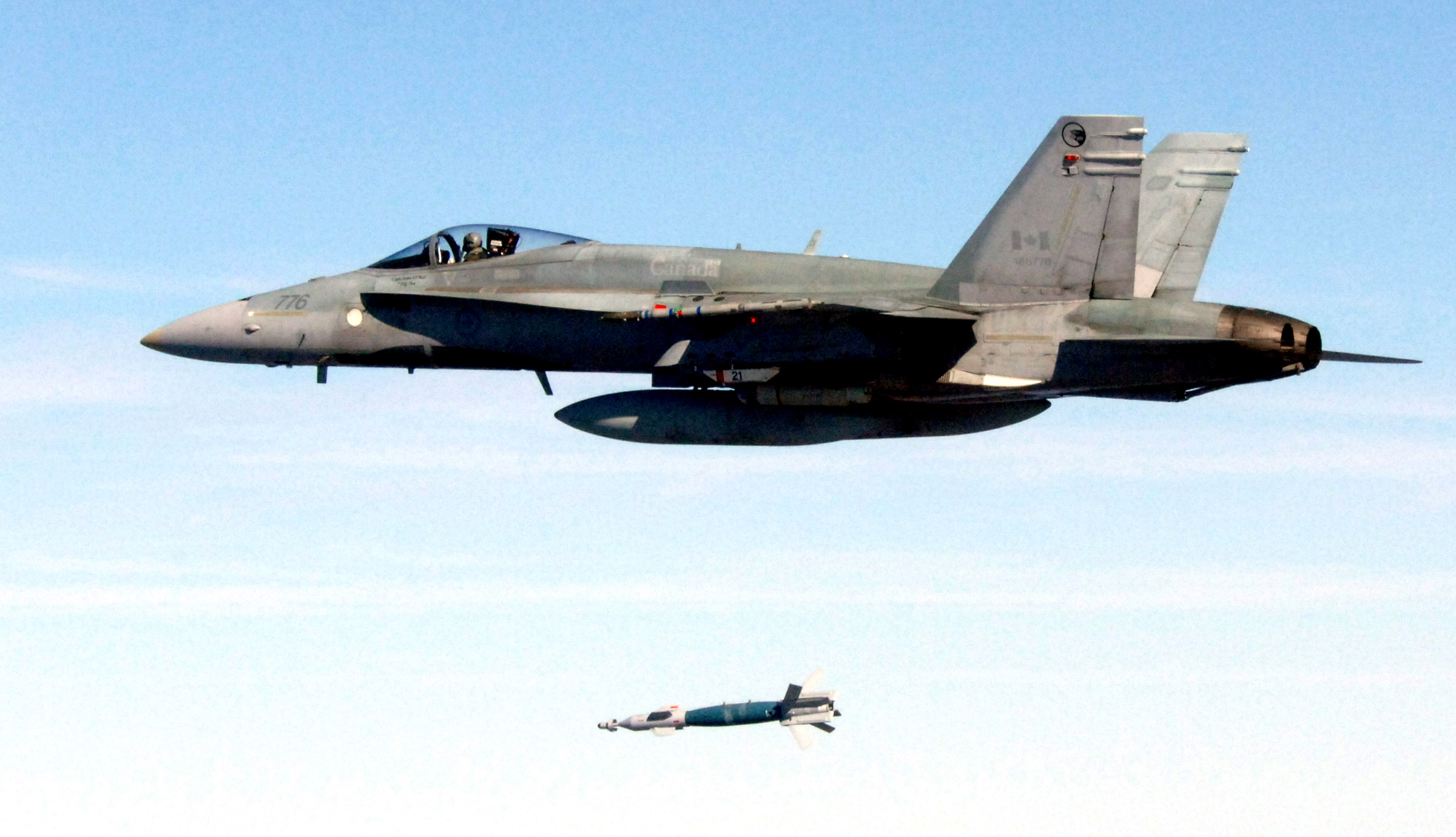
Un CF-18A Hornet du de Cold Lake, Alberta, Canada, lançant une bombe à guidage laser à Eglin Air Force Base, Floride, États-Unis, en décembre 2006.

En 1991, le Canada a engagé 26 CF-18 dans la guerre du Golfe dans l'opération Friction, la partie américaine de la guerre du Golfe a été appelée Bouclier du désert puis opération Tempête du désert. Les CF-18 étaient basés à Doha, au Qatar. Pendant la guerre du Golfe, les pilotes canadiens ont effectué plus de 5 700 heures de vol, dont 2 700 en missions de combat. Ces avions ont été prélevés sur la base aérienne canadienne de BFC Baden-Soellingen (maintenant un aéroport civil) en Allemagne.
Au début, le CF-18 a commencé par des patrouilles de balayage et d'escorte de missions de combat pour soutenir les frappes au sol des forces aériennes alliées.
Toutefois, lors de l'invasion alliée au sol de 100 heures à la fin de février, les CF-18 ont également effectué 56 sorties de bombardement, lâchant principalement des bombes classiques Mark 82 de 500 lb (227 kg) sur les positions de l'artillerie des forces armées irakiennes, les dépôts de ravitaillement et les zones de commandement derrière les lignes. À terme les Hornet canadiens ont été incapables de déployer des munitions de précision guidées. C'était la première fois depuis la guerre de Corée que les militaires canadiens participaient à des opérations de combat.
Les violences incessantes en ex-Yougoslavie ont amené le CF-18 sur ce théâtre des opérations à deux reprises : d'abord lors d'un déploiement de trois mois de treize CF-18 (opération Mirador, août-novembre 1997) pour soutenir les patrouilles aériennes de l'OTAN de maintien de la paix en Bosnie-Herzégovine, et, de nouveau, à partir de fin juin 1998 jusqu'à fin décembre 2000 en soutien à la SFOR puis durant la guerre du Kosovo qui a vu six, douze puis dix-huit CF-18 engagés (opération Echo (en)).

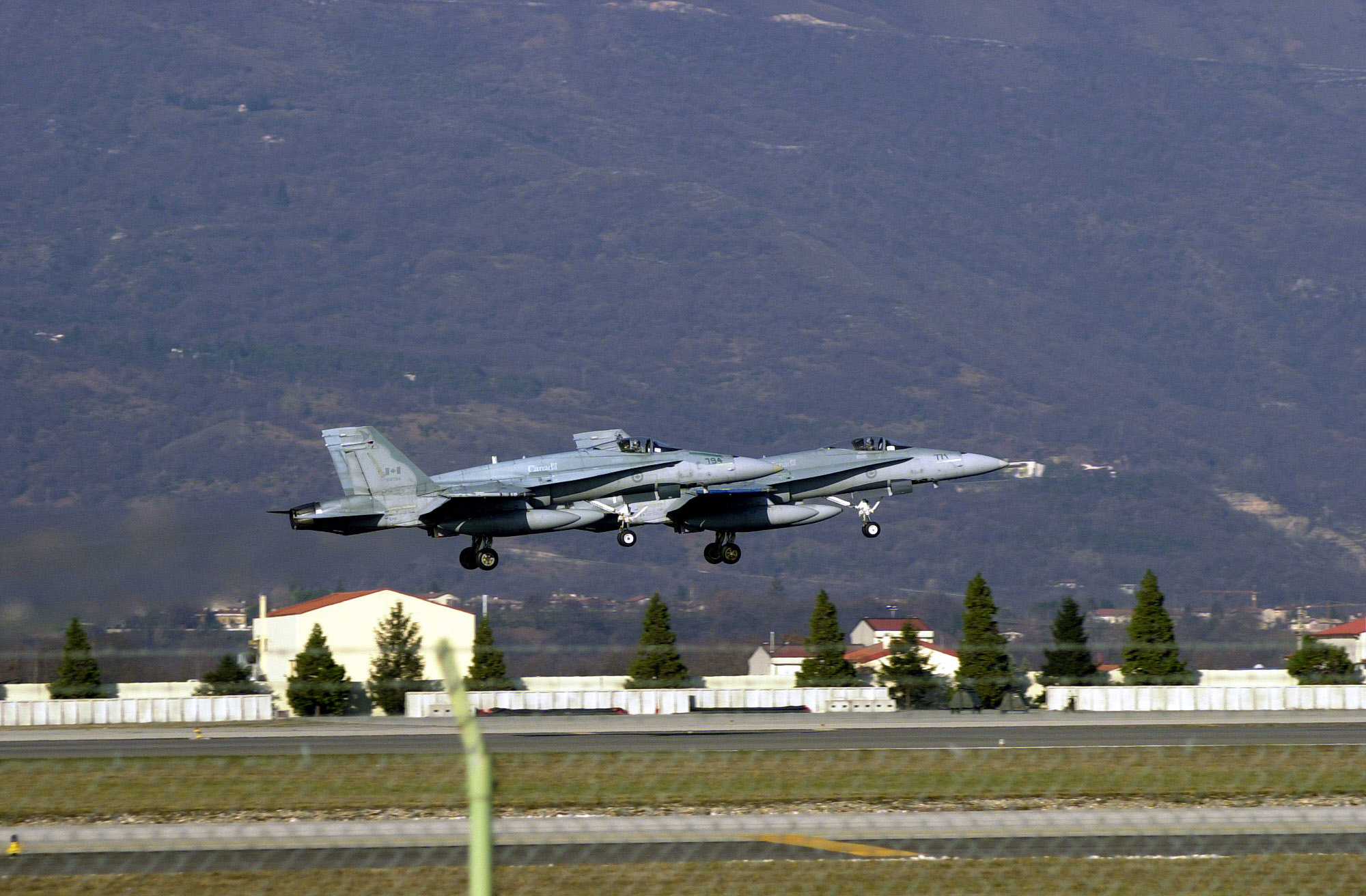
Les CF-18 Hornet canadiens quittent la base aérienne d'Aviano, après 2600 heures heures de vol au combat en soutien des opérations des forces alliées de l'OTAN.

En juin 1999, les 18 CF-18 déjà déployés à Aviano, en Italie, ont participé à des missions tant air-sol qu'air-air. Les avions immatriculés au Canada ont mené dix pour cent des sorties des frappes de l'OTAN, bien que représentant un plus petit pourcentage de l'ensemble des forces déployées.
Les pilotes canadiens ont effectué 678 sorties de combat : 120 escortes de défense contre-air des frappes des Alliés et 558 bombardements pendant 2 577 heures de vol en combat. Les CF-18 ont lancé 532 bombes, dont 361 variantes à guidage laser Paveway (GBU-12 de cinq cents et GBU-10 de deux mille livres) sur une grande variété de cibles, comprenant des sites de missiles sol-air, des aérodromes, des ponts et des zones de stockage de carburant

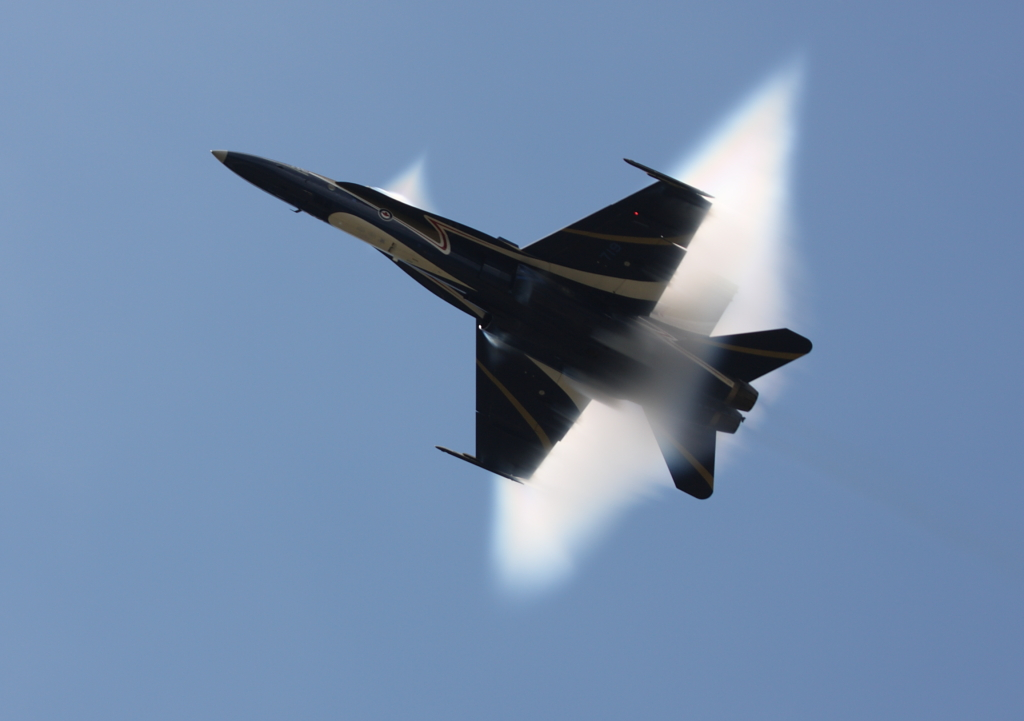
Un CF-18 Hornet aux couleurs du "patrimoine du centenaire de l'aviation du Canada" à Bagotville, Québec.

Depuis 2001, les CF-18 ont répondu à près de 3 000 menaces possibles au Canada et aux États-Unis entre autres dans le cadre de l'opération Noble Eagle ou l'on note la participation de CF-18 pour la protection du Super Bowl XL en 2005.
Un ensemble comprenant des CF-18 et des CH-146 Griffon a été déployé lors de l'Opération Grizzly à Kananaskis. Les CF-18 ont été déployés pour sécuriser l'espace aérien au cours du 28e sommet du G8.
En 2007, un nombre inconnu de CF-18 ont été déployés en Alaska. Ils ont été déployés pendant deux semaines pour défendre l'espace aérien des États-Unis.
Ils ont également été déployés au cours de l'opération Podium pour sécuriser les Jeux olympiques et Paralympiques d'hiver de 2010.
À partir de mars 2011, sept CF-18 (dont un en soutien) furent déployés pour participer à l'intervention militaire de 2011 en Libye dans le cadre d'une opération de l'OTAN. Au 17 juin, les six CF-18 canadiens ont effectué au moins 422 sorties et tiré environ 300 bombes de précision.
Du 30 octobre 2014 au 15 février 2016, le Canada a déployé six CF-18 en Irak lors de l'Opération Impact. Ceux-ci ont procédé à 1 378 sorties et 251 frappes aériennes.

### Remplacement de la flotte
Un certain nombre de différents avions de combat ont été envisagés par les forces canadiennes pour remplacer les CF-18 dont le F-35 Lightning II, l'Eurofighter Typhoon, Saab JAS 39 Gripen, et le Boeing F/A-18E/F Super Hornet, chacun ayant été promu prétendant par son fabricant respectif.
D'après Le Devoir, le coût du projet sans tenir compte de l'entretien, de la formation et des pièces de rechange, est estimé de 4 à 8 milliards de dollars canadiens.
Boeing a indiqué que le F/A-18E/F Super Hornet, un dérivé de la Hornet F/A-18, serait une alternative moins coûteuse à un coût estimé à 4 milliards de dollars.
L'un des fabricants en lice, dont le nom n'a pas été divulgué au public, a promis d'assembler tout l'avion au Canada.
En juillet 2010, le gouvernement canadien a annoncé le remplaçant du CF-18 sera le F-35 Lightning II. Le gouvernement canadien a été un partenaire du programme "Joint Strike Fighter" à partir de 1997 et un partenaire tiers du F-35 Lightning II depuis 2002,,.
Les forces canadiennes comptent acheter 65 F-35 avec des livraisons à partir de 2016.
Le contrat, estimé à une valeur de 9 milliards de dollars canadiens comprend les avions et les armes associées, l'infrastructure, des pièces de rechange initiales, les simulateurs de formation, fonds de réserve et les frais de fonctionnement.
Selon les critiques, 65 chasseurs ce n'est pas assez pour équiper trois escadrons complets et le F-35 n'est pas adapté aux patrouilles en Arctique car il n'a qu'un seul moteur. En novembre 2015, un nouveau gouvernement annule cette décision et annonce une mise en compétition pour le remplacement des CF-18 mais le F-35 est de nouveau choisi.
En janvier 2023, le Canada officialise la commande de 88 F-35A, pour un montant de 15 milliards de dollars. Les coûts d’exploitation de cette flotte furent alors estimés à 52 milliards de dollars. 
En 2018, le Canada espère l'arrivée des nouveaux chasseurs à partir de 2025, la flotte de CF-18 pouvant durer au maximum en 2032. Pour améliorer la situation, 25 F/A-18A/B de la Force aérienne royale australienne sont transférés au Canada à partir de février 2019 dont 7 devant servir de pièces de rechange pour un coût de 471 millions de dollars canadiens plus une prévision de 558 pour les rendre opérationnels jusqu'en 2032.
En mars 2025, les quatre premiers d'un lot de seize F-35 partiellement payés sont attendus pour 2026, mais la crise diplomatique déclenché par le président Trump à cette date fait que le ministre canadien de la défense Bill Blair annonce que ses services étudiaient « activement des alternatives potentielles au chasseur furtif F-35 ».

## Opérateurs
Canada

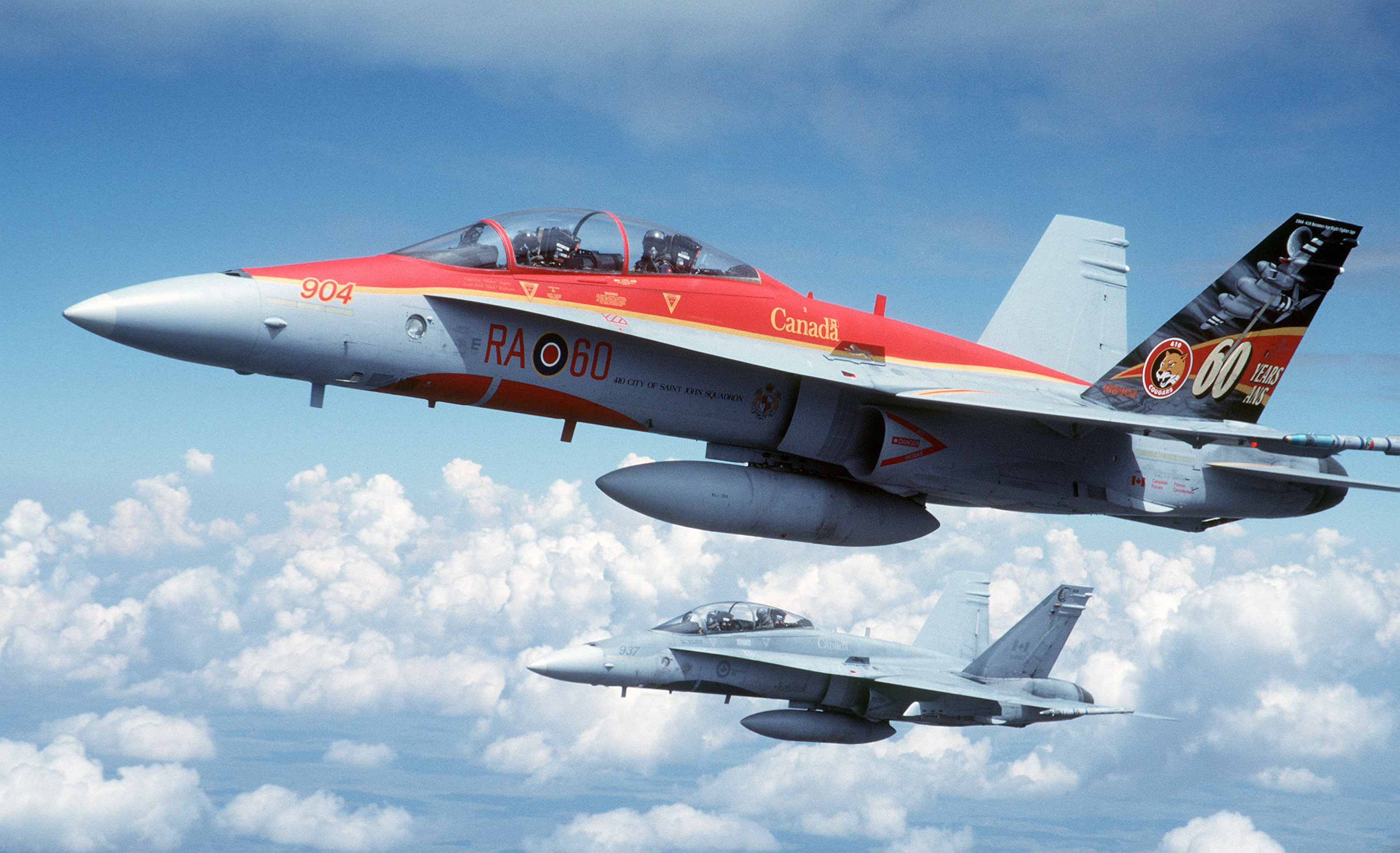
Deux CF-18B Hornet survolant l'"Utah Test and Training Range" (États-Unis) pour des activités prévues au cours du "Tiger Meet of the Americas" le 9 août 2001

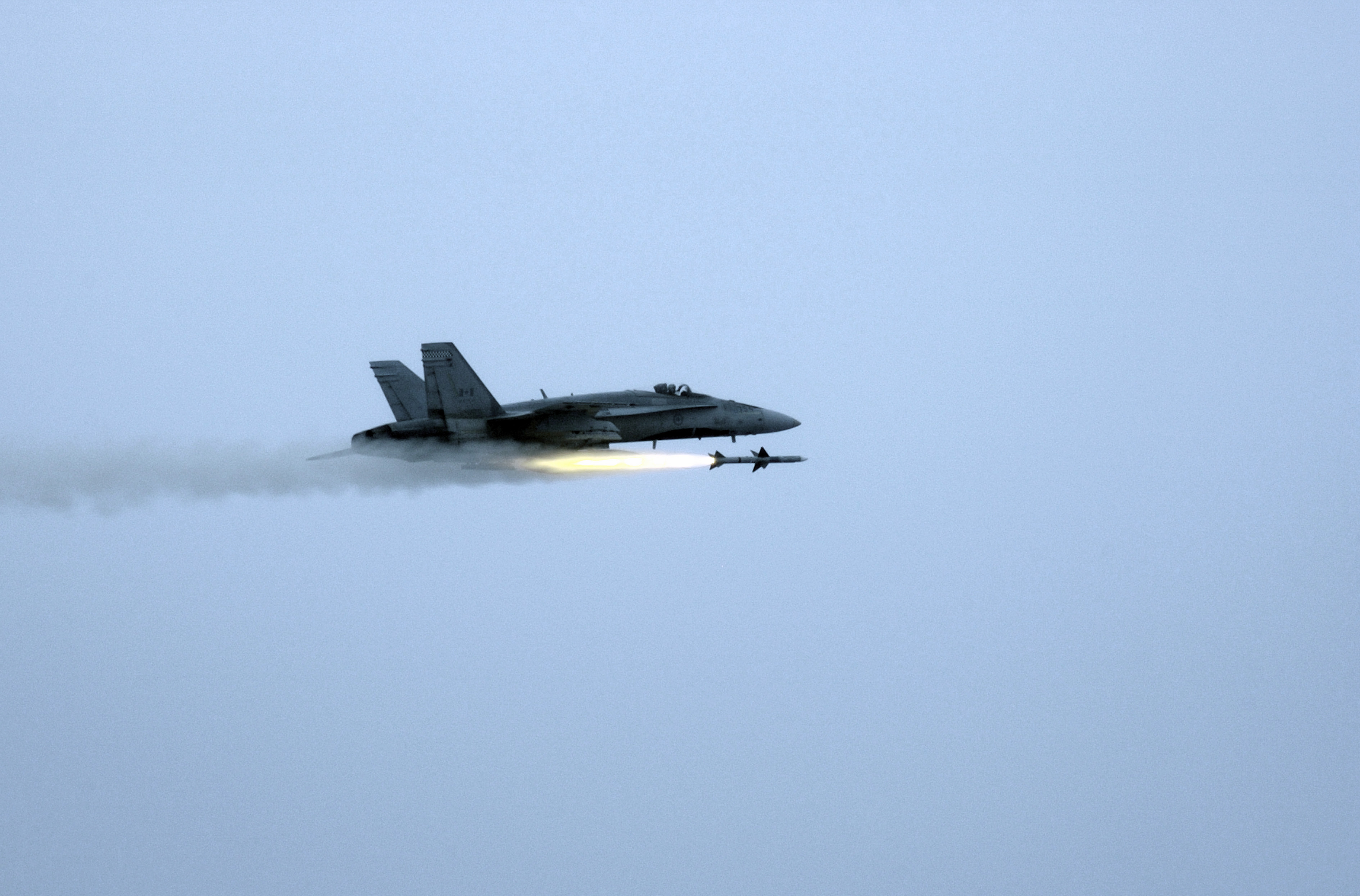
Un CF-18 Hornet en mission dans le cadre du "Combat Archer"

Les Forces Canadiennes disposaient de 103 exemplaire dont 80 opérationnels en 2008, 112 en 2015 et 80 en 2018. Fin 2021, l'aviation royale canadienne aligne 63 CF-18A et 23 CF-18B.
- 3e escadre BFC Bagotville, Québec
  - 425e escadron tactique de chasse Alouette
  - 433e escadron tactique de chasse Porc-Épic
- 4e escadre BFC Cold Lake, Alberta
  - 409e escadron tactique de chasse Nighthawks
  - 410e escadron tactique de chasse Cougar (entraînement)
  - Centre de Test et d'Ingénierie Aérospatiale

Les rotations de Cold Lake se produisent à partir de la 4e escadre à la BFC Comox, Colombie-Britannique et de la 3e escadre Bagotville à la BFC Goose Bay et la BFC Gander, Terre-Neuve-et-Labrador, la BFC Greenwood, Nouvelle-Écosse, et diverses bases d'opérations dans l'Arctique canadien. Il y a aussi normalement quelques avions à la BFC Trenton mais pas d'escadron permanent.

## Accidents et incidents
21 accidents se sont produits entre la mise en service des CF-18 en 1982 et décembre 2016, dont 10 mortels.

### Accidents et incidents
- 12 avril 1984, crash CF-188 (F-18A), proche de Lac Cold (Alberta), pilote tué ;
- 4 juin 1985, crash CF-188 (F-18A), BFC Cold Lake (Alberta), pilote éjecté ;
- 24 mai 1986, crash CF-188 (F-18A), BFC Summerside (Île-du-Prince-Édouard), pilote tué ;
- 4 mai 1987, crash CF-188B (F-18B), Renchen (Bade-Wurtemberg, Allemagne), 2 pilotes éjectés ;
- 21 septembre 1987, crash CF-188 (F-18A), BFC Bagotville (Québec), pilote éjecté ;
- 20 octobre 1987, sortie de piste CF-188 (F-18A), RAF Alconbury (Cambridgeshire, Angleterre), pilote éjecté, appareil réparé[42] ;
- 5 avril 1988, crash CF-188 (F-18A), Île de Vancouver (Colombie-Britannique), pilote tué ;
- 11 janvier 1989, crash CF-188 (F-18A), Seibert Lake (Alberta), pilote tué ;
- 29 janvier 1990, crash CF-188 (F-18A), Inuvik (Territoires du Nord-Ouest), le pilote a survécu ;
- 4 avril 1990, crash CF-188 (F-18A), Lac Cold (Alberta), pilote tué ;
- 17 avril 1990, collision en vol entre deux CF-188 (F-18A), Karlsruhe (Bade-Wurtemberg, Allemagne), un pilote éjecté blessé, un pilote tué ;
- 22 avril 1990, crash CF-188 (F-18A), 30 km à l'O de l'Île de Vancouver (Colombie-Britannique), pilote tué ;
- 15 juin 1995, crash CF-188 (F-18A), Kingsley Field ANGB Klamath Falls (Oregon, États-Unis), pilote éjecté ;
- 5 juillet 1995, crash CF-188 (F-18A), Primrose Lake (Alberta), pilote tué ;
- 14 août 1996 : l'avion s'écrase au décollage de Iqaluit, Territoires du Nord-Ouest. Le pilote s'éjecte indemne[43].
- 26 mai 2003 : CF-18 s'écrase sur la Cold Lake Air Weapons Range au cours de l'exercice annuel Maple Flag; Le pilote (le capitaine Kevin Naismith) est tué[44],[45].
- 19 juin 2004 : un avion de la BFC Cold Lake perdu quand il a été incapable d'arrêter à Yellowknife, Territoires du Nord-Ouest. L'avion a été récupéré et remis en service. Le pilote s'est éjecté, mais a été blessé[46].
- 16 août 2005 : un avion s'écrase lors d'un exercice près de BFC Bagotville. Le pilote s'éjecte indemne[47].
- 23 juillet 2010 : le CF-18 (no 188738) s'est écrasé alors qu'il participait à un spectacle aérien à Lethbridge. Le pilote, le capitaine Brian Bews, a réussi à s'éjecter indemne[48],[49].
- 17 novembre 2010, crash CF-188 (F-18A), Lac Cold (Alberta), pilote éjecté[50].
- 26 novembre 2016 : Le capitaine Thomas McQueen est tué lors de l'écrasement de son CF-18, au polygone de tir aérien de Cold Lake, Alberta[51]

### Développement lié
- YF-17 Cobra
- F/A-18 Hornet
- Boeing F/A-18E/F Super Hornet
- Boeing EA-18G Growler

### Aéronefs comparables
- F-16 Fighting Falcon
- Mikoyan MiG-29
- Mirage 2000
- Shenyang J-8
- JAS 39 Gripen